# مصيدة الكاميرا

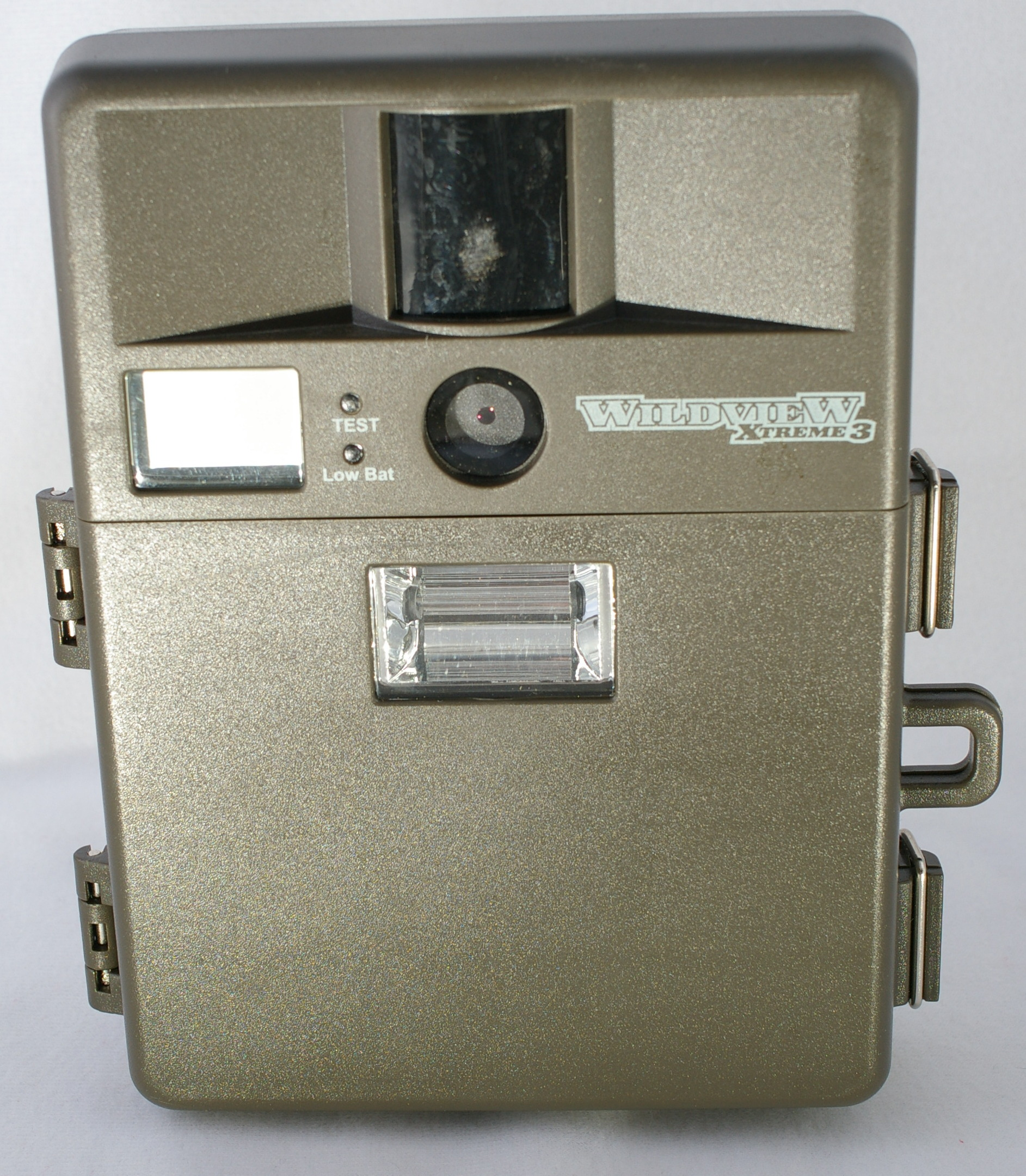
فخ الكاميرا

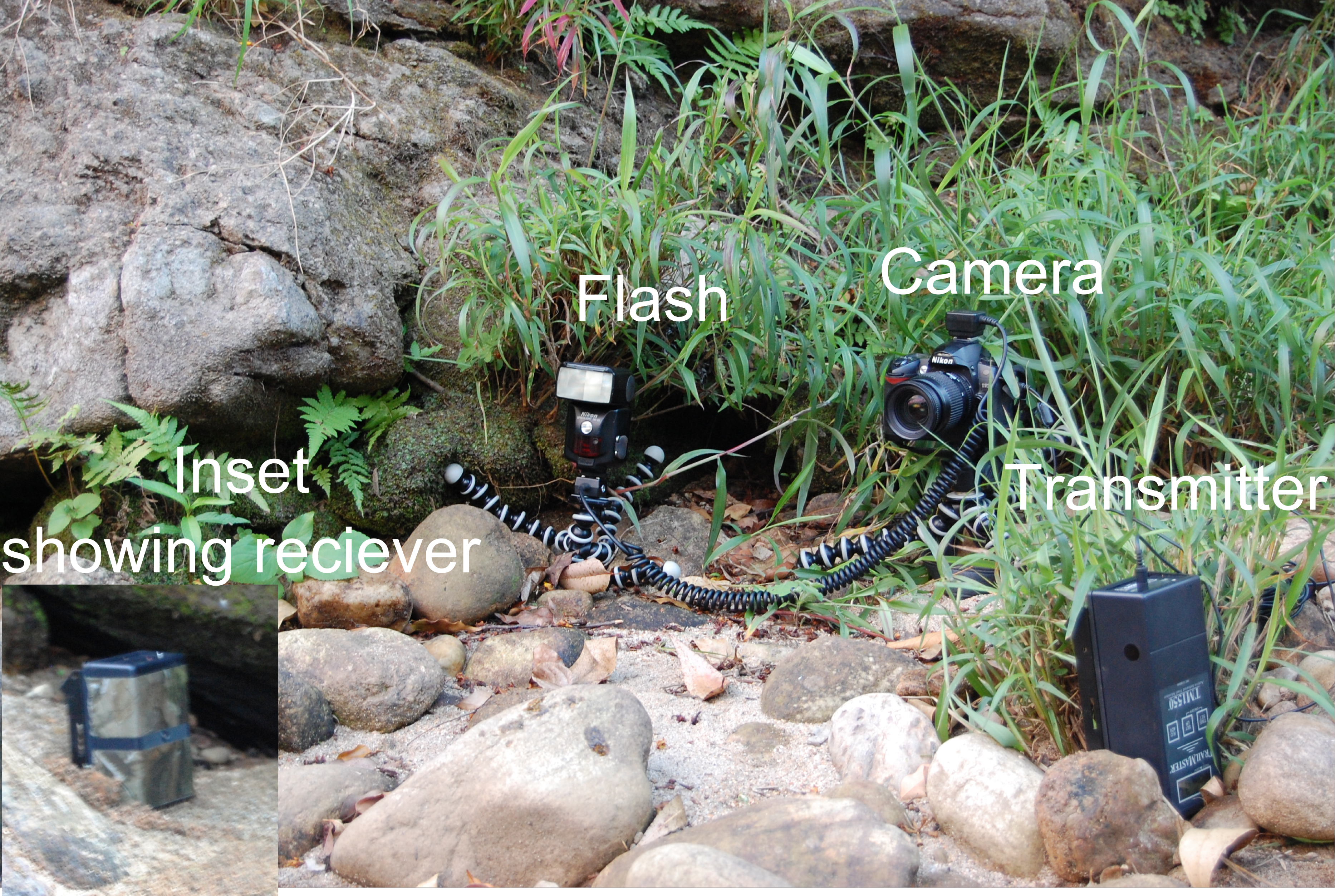
مصيدة الكاميرا تم اعدادها في الحقل مع مستقبل إشارة الأشعة تحت الحمراء الموضحة في الشكل الداخلي. في الحقل يتم وضع هذا بحيث يتم مقاطعة الحزمة بواسطة الشخص / الحيوان المحتمل الذي سيتم التقاطه

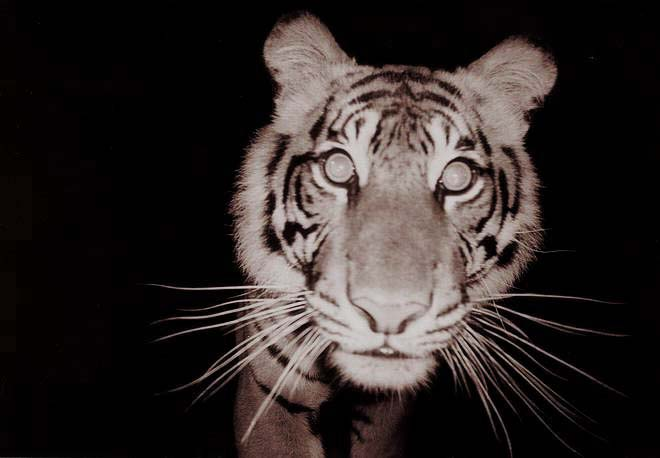
تم التقاط نمر سومطرة بالكاميرا. شرع هذا الحيوان في تدمير ثلاثة مصائد للكاميرا في عطلة نهاية أسبوع واحدة.

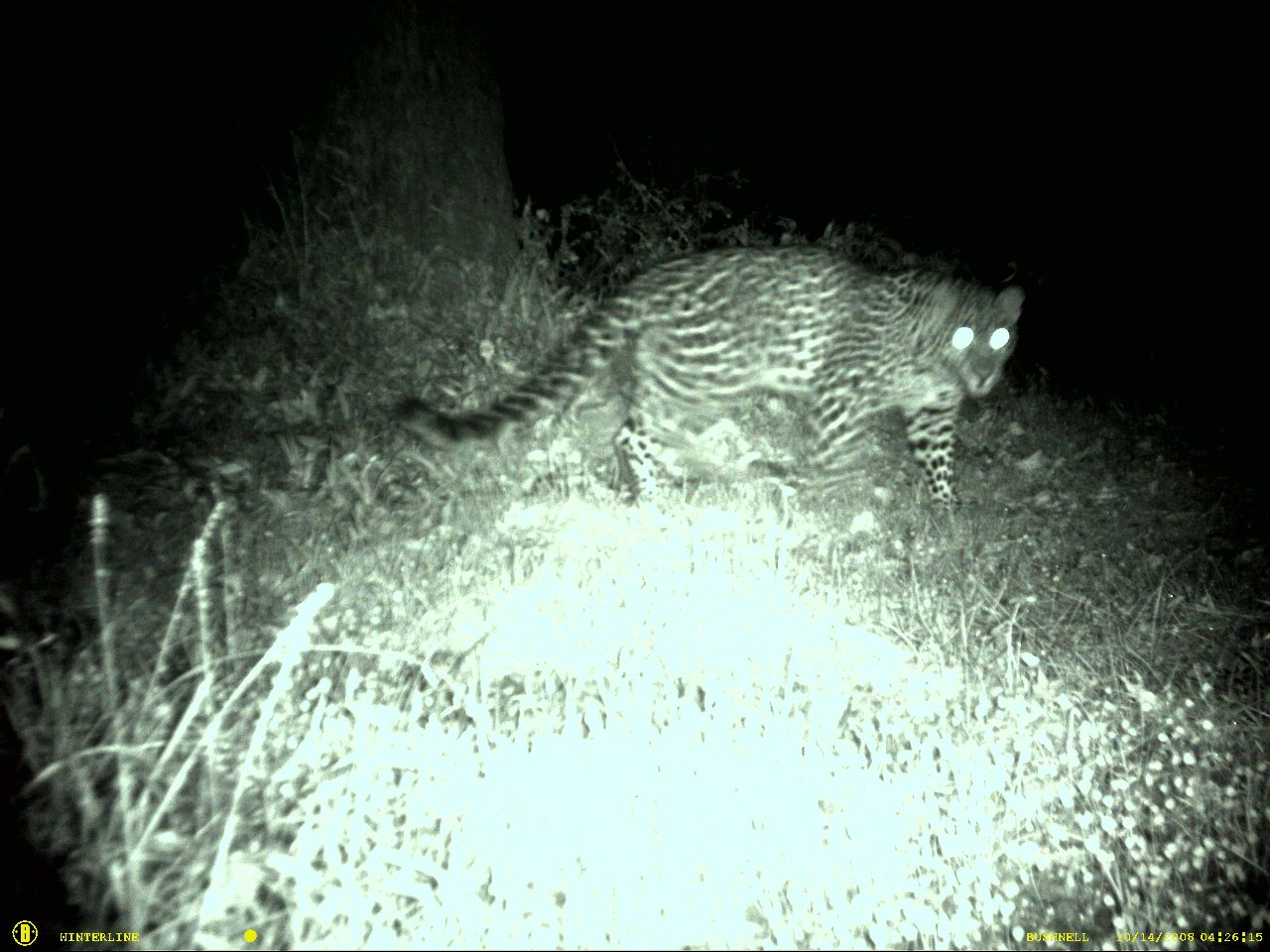
نمر هندي في تلال جارهوال ، غرب الهيمالايا ، الهند.

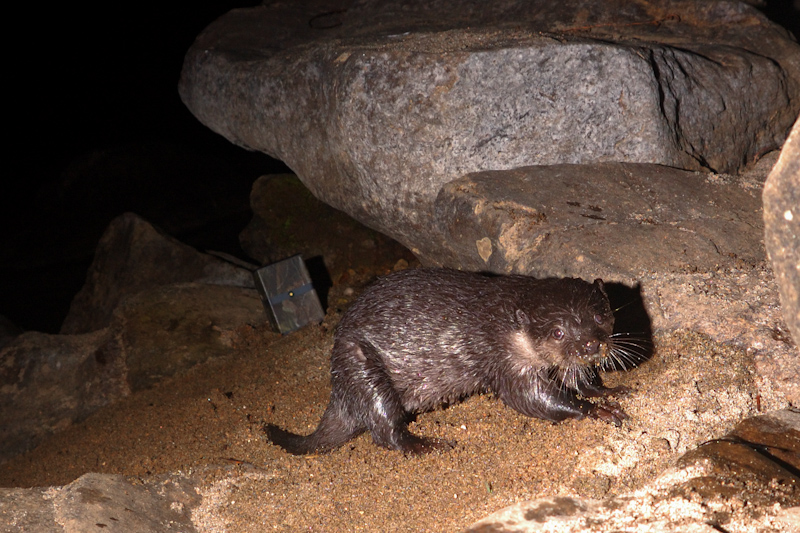
قضاعة صغيرة مخالب تم تصويرها باستخدام فخ الكاميرا

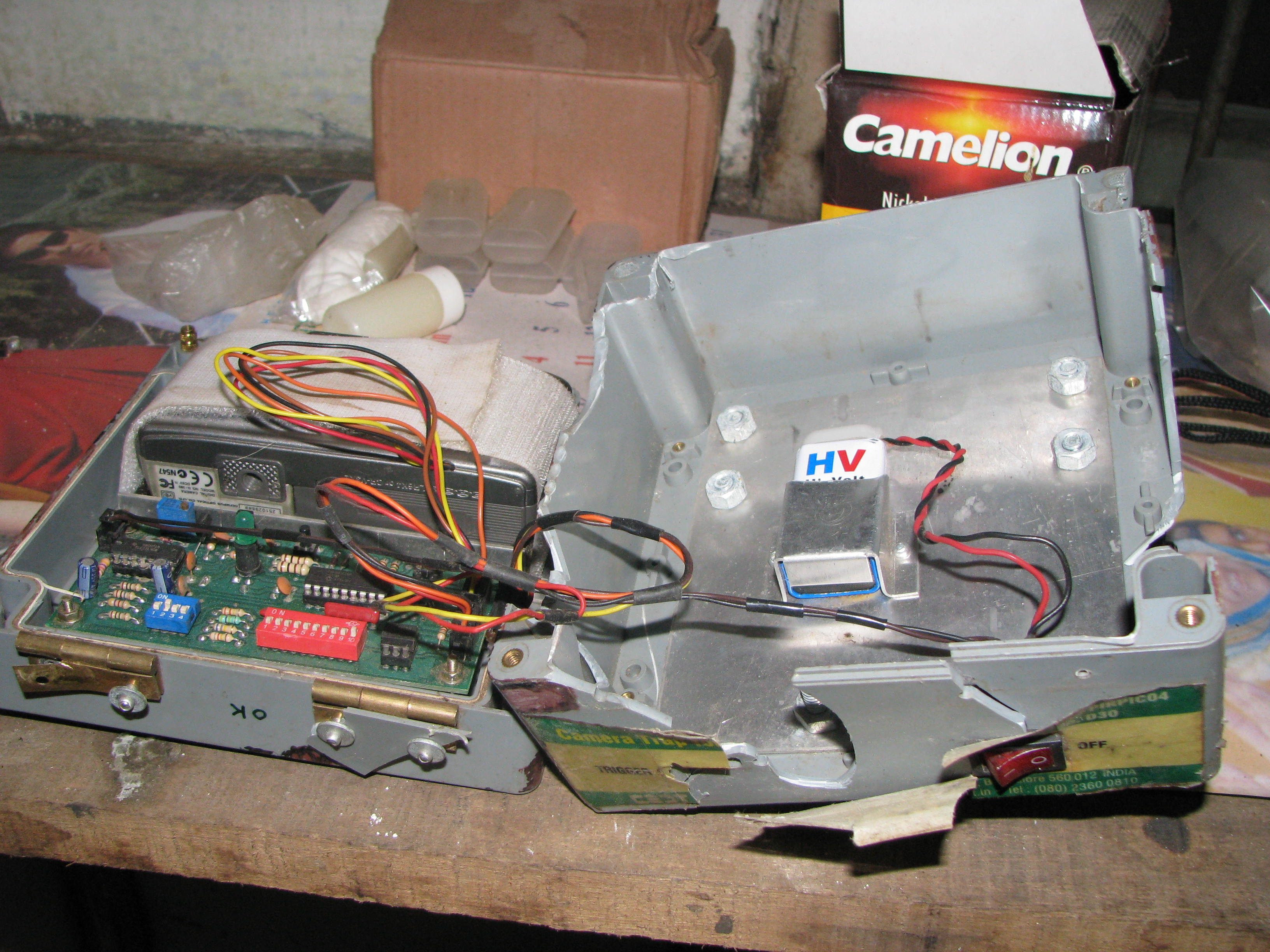
مصيدة الكاميرا التي دمرتها الأفيال في محمية باك تايجر ، الهند

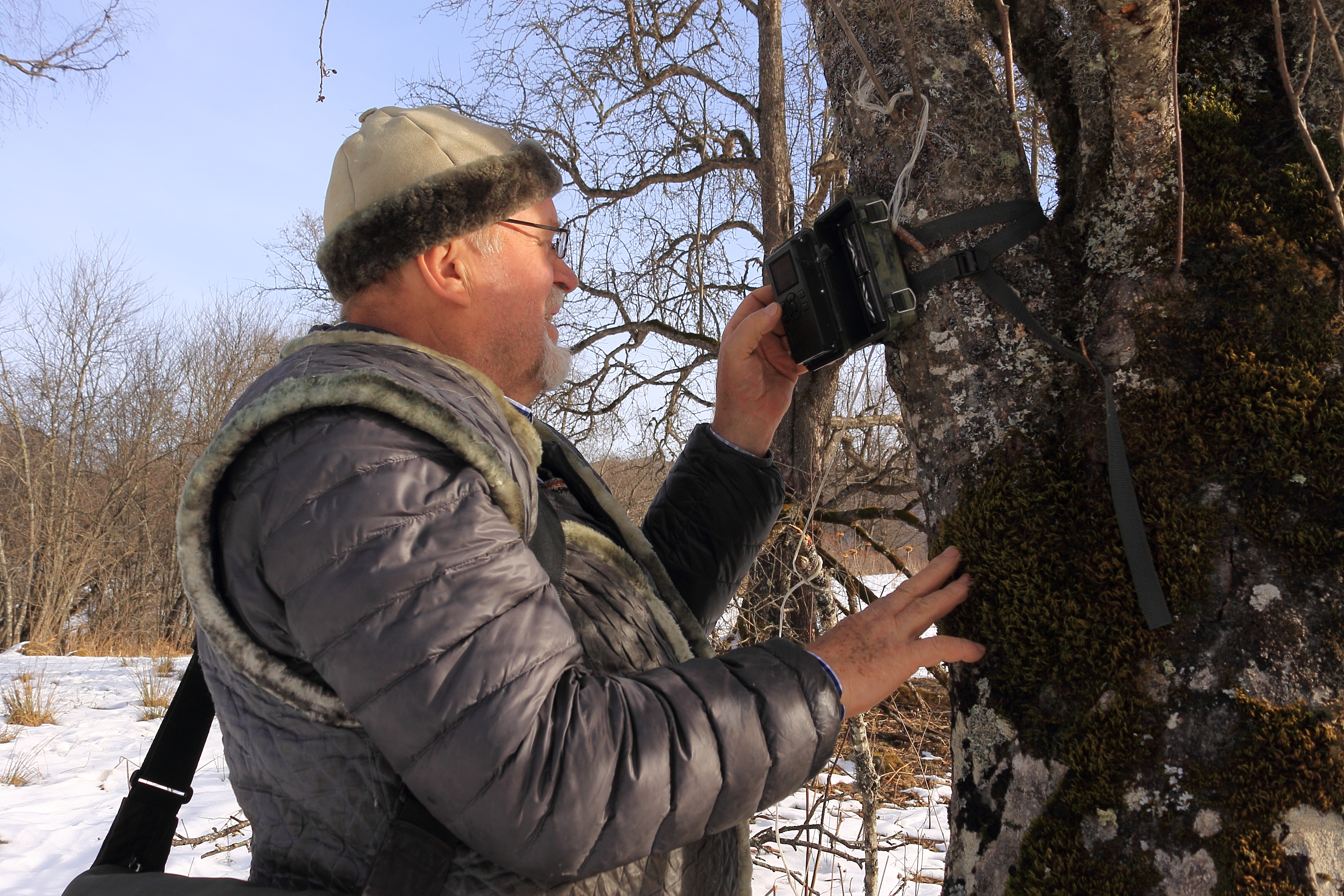
وضع الكاميرا لمراقبة الحيوانات البرية في القوقاز

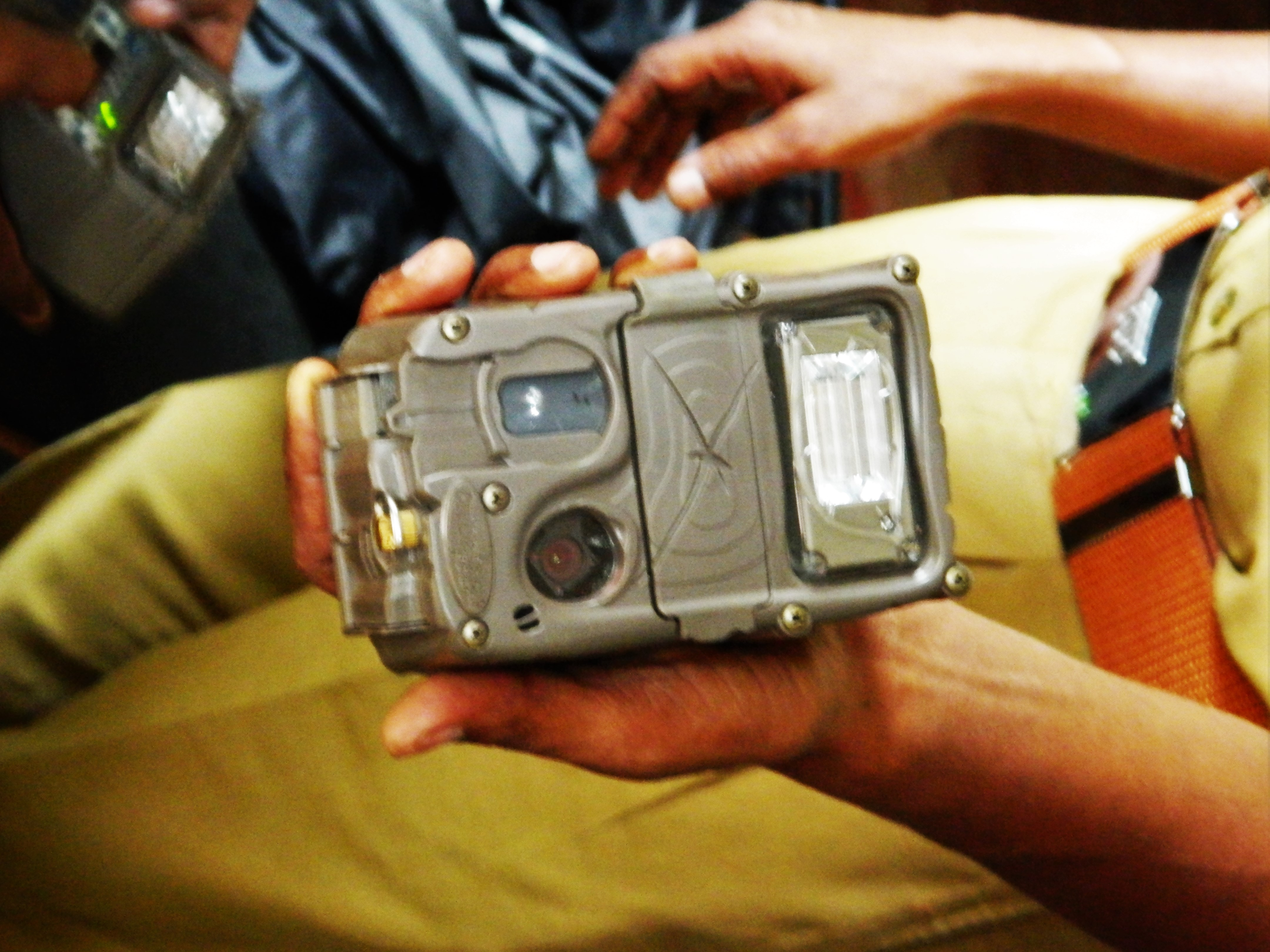

مصيدة الكاميرا عبارة عن كاميرا يتم تنشيطها عن بُعد ومجهزة بمستشعر حركة أو مستشعر الأشعة تحت الحمراء ، أو تستخدم شعاعًا ضوئيًا كمحفز . محاصرة الكاميرا هي طريقة لالتقاط الحيوانات البرية في فيلم عندما لا يكون الباحثون حاضرين ، وقد استخدمت في البحث البيئي لعقود. بالإضافة إلى التطبيقات في الصيد ومشاهدة الحياة البرية ، تشمل التطبيقات البحثية دراسات حول بيئة العش ، واكتشاف الأنواع النادرة ، وتقدير حجم السكان وثراء الأنواع ، فضلاً عن البحث عن استخدام المستوطنات البشرية واحتلال الهياكل التي بناها الإنسان. 
تُستخدم مصائد الكاميرا ، المعروفة أيضًا باسم كاميرات التتبع ، لالتقاط صور للحياة البرية بأقل قدر ممكن من التدخل البشري.  منذ إدخال الكاميرات التجارية التي تعمل بالأشعة تحت الحمراء في أوائل التسعينيات ، ازداد استخدامها.  مع التقدم في جودة معدات الكاميرا ، أصبحت طريقة المراقبة الميدانية هذه أكثر شيوعًا بين الباحثين.  لعب الصيد دورًا مهمًا في تطوير مصائد الكاميرا ، حيث يفضل الصيادون استخدامها للتخفي من أجل الصيد.  وقد فتح هؤلاء الصيادون سوقا تجاريا للأجهزة مما أدى إلى تحسينات كثيرة مع مرور الوقت.

## عملها
الميزة الكبرى لمصائد الكاميرا هي أنها تستطيع تسجيل بيانات دقيقة للغاية دون إزعاج الحيوان المصور. هذه البيانات متفوقة على الملاحظات البشرية لأنه يمكن مراجعتها من قبل باحثين آخرين.  فهي تتسبب في الحد الأدنى من الإزعاج للحياة البرية ويمكن أن تحل محل استخدام تقنيات المسح والمراقبة الأكثر توغلاً مثل الفخ المباشر والإطلاق. وهي تعمل باستمرار وبصمت ، وتوفر دليلاً على الأنواع الموجودة في منطقة ما ، ويمكن أن تكشف عن البصمات والخدوش التي تنتمي إلى أي الأنواع ، وتوفر دليلًا على قرارات الإدارة والسياسات ، وهي أداة مراقبة فعالة من حيث التكلفة. تتميز كاميرات الفلاش بالأشعة تحت الحمراء بإزعاج ورؤية منخفضة.  إلى جانب الإشارات الشمية والصوتية ، يستخدم فلاش الكاميرا لإخافة الحيوانات حتى تتجنب أو تدمر مصائد الكاميرا. مصدر الضوء الرئيسي البديل هو الأشعة تحت الحمراء ، والتي لا يمكن اكتشافها عادةً بواسطة الثدييات أو الطيور .
تساعد مصائد الكاميرا أيضًا في تحديد عدد الأنواع المختلفة في المنطقة ؛ هذه طريقة أكثر فاعلية من محاولة العد باليد لكل كائن حي فردي في الحقل. يمكن أن يكون مفيدًا أيضًا في تحديد الأنواع الجديدة أو النادرة التي لم يتم توثيقها جيدًا بعد. باستخدام مصائد الكاميرا ، يمكن ملاحظة رفاهية الحيوانات ومعدل بقائها بمرور الوقت. 
تساعد مصائد الكاميرا في تحديد أنماط السلوك والنشاط للحيوانات ، مثل في أي وقت من اليوم يزورون فيه اللعق المعدنية .  مصائد الكاميرا مفيدة أيضًا في تسجيل هجرات الحيوانات.  

## أنواع الكاميرات
استخدمت النماذج الأولى الفيلم التقليدي ووظيفة الزناد ذات الطلقة الواحدة. احتوت هذه الكاميرات على فيلم يجب جمعه وتطويره مثل أي كاميرا قياسية أخرى. اليوم ، تستخدم الكاميرات الأكثر تقدمًا التصوير الرقمي ، وإرسال الصور مباشرة إلى الكمبيوتر . على الرغم من أن هذه الطريقة غير شائعة إلا أنها مفيدة للغاية وقد يكون مستقبل هذه الطريقة البحثية. حتى أن بعض الكاميرات مبرمجة لالتقاط صور متعددة بعد الحدث المحدد. 
هناك كاميرات غير محفزة تعمل بشكل مستمر أو تلتقط الصور في فواصل زمنية محددة. وأكثر هذه الكاميرات شيوعًا هي الكاميرات المتقدمة التي يتم تشغيلها فقط بعد استشعار الحركة و/أو التوقيع الحراري لزيادة فرص التقاط صورة مفيدة. أكما يمكن استخدام أشعة الأشعة تحت الحمراء لتشغيل الكاميرا. كما أن الفيديو هو خيار ناشئ في مصائد الكاميرا، مما يسمح للباحثين بتسجيل بث الفيديو وتوثيق سلوك الحيوان.
يعتبر عمر بطارية بعض هذه الكاميرات عاملاً هاماً آخر تستخدم فيه الكاميرات ؛ توفر البطاريات الكبيرة وقت تشغيل أطول للكاميرا ولكن يمكن أن تكون مرهقة في الإعداد أو عند سحب المعدات إلى الموقع الميداني. 

### ميزات اضافية
يحمي الغلاف المضاد للطقس والمقاوم للماء معدات مصائد الكاميرا من التلف ويخفيها من الحيوانات. 
يحد تقليل الضوضاء من إمكانية إزعاج الحيوانات وإخافتها. التسجيل الصوتي هي ميزة أخرى يمكن إضافتها إلى الكاميرا لتسجيل نداء الحيوانات والأوقات التي تكون فيها حيوانات معينة هي الأكثر صخباً. 

## تأثيرات الطقس والبيئة
تؤثر الرطوبة بشكل سلبي للغاية على مصائد الكاميرا ويمكن أن تؤدي إلى عطل الكاميرا. قد يشكل هذا مشكلة نظرًا لأن الخلل غالبًا لا يتم اكتشافه على الفور ، لذلك فقد يضيع جزء كبير من وقت البحث.  غالبًا ما يقوم الباحث الذي يتوقع اكتمال التجربة بالعودة إلى الموقع ، فقط لكي يكتشف بيانات قدراً أقل كثيراً من البيانات مقارنة بالمتوقع - أو حتى لا شيء على الإطلاق. 
إن أفضل أنواع الطقس التي يمكن أن العمل فيها هي أي مكان منخفض الرطوبة ودرجة حرارة معتدلة مستقرة. هناك أيضًا احتمال ، وهناك أيضاً احتمال مفاده أن أي حركة داخل نطاق حساسية جهاز الاستشعار بالكاميرا سوف تلقط صورة إذا كانت كاميرا تعمل بالحركة، لذا فإن الكاميرا قد ينتهي بها الحال إلى التقاط العديد من الصور لأي شيء تحركه الرياح، مثل النباتات.
وفيما يتعلق بالمشاكل التي تواجهها مصائد الكاميرات، لا يمكن التغاضي عن أن المواضيع ذاتها تؤثر تأثيراً سلبياً في بعض الأحيان على البحث. من بين أكثر الأمور شيوعاً أن الحيوانات تسقط الكاميرا أو ترشها بالطين أو الماء وتخرب في الفيلم أو العدسة. إحدى الطرق الأخرى التي تستخدمها الحيوانات للعبث تتضمن أخذها للكاميرات لاستخداماتها الخاصة. هناك أمثلة لبعض الحيوانات التي تأخذ الكاميرات وتلتقط صوراً لنفسها. 
يستخدم السكان المحليون أحيانًا نفس الحيل التي تستخدمها الحيوانات البرية ، وبالتالي يتم تصويرهم أيضًا بواسطة مصائد الكاميرا الموضوعة على طول هذه الطرق. هذا من شأنه أن يجعل مصائد الكاميرا أداة مفيدة لمكافحة الصيد الجائر أو جهود تطبيق القانون الأخرى.

## تقنيات تحديد الموقع
من أهم الأشياء التي يجب مراعاتها عند إعداد مصائد الكاميرا اختيار الموقع للحصول على أفضل النتائج. عادة ما تُرى مصائد الكاميرا بالقرب من أماكن لعق المعادن أو على طول طريق الصيد، حيث من المرجح أن تزورها الحيوانات بشكل متكرر. تتجمع الحيوانات حول أماكن لعق المعادن لاستهلاك الماء والتربة ، وهو ما يمكن أن يكون مفيدًا في تقليل مستويات السموم أو المكملات المعدنية في نظامهم الغذائي . كما تسمح المواقع الخاصة بمصائد الكاميرا بتنوع الحيوانات التي تظهر في أوقات مختلفة وتستخدم أشكال اللعق بطرق مختلفة تسمح بدراسة سلوك الحيوان . 
لدراسة السلوكيات الأكثر تحديدًا لفصيلة معينة ، من المفيد تحديد مسارات الفصائل المستهدفة ، والأوكار ، والأسرة ، والمراحيض ، ومخابئ الطعام ، والصيد المفضل ، وأماكن البحث عن الطعام ، إلخ. إن معرفة العادات العامة للأنواع المستهدفة، والتباينات الموسمية في السلوك واستخدام الموطن البيئي، بالإضافة إلى مساراتها ، بالإضافة إلى مساراتها ، والفضلات ، وعلامات التغذية ، وغيرها من الآثر مفيدة للغاية في تحديد هذه المواقع وتعريفها، وقد تم وصف هذه الاستراتيجية بتفاصيل كبير للعديدة من الأنواع. 
يمكن استخدام الطُعم لجذب الفصائل المرغوبة. ومع ذلك ، فإن النوع والتكرار وطريقة العرض تتطلب دراسة متأنية. 
وهناك عامل رئيسي آخر لمعرفة ما إذا كانت هذه هي أفضل تقنية يمكن استخدامها في البحث المحدد هو نوع الفصائل التي يحاول المرء مراقبتها بالكاميرا. قد تكون الأنواع مثل الطيور والحشرات صغيرة الجسم صغيرة جدًا بحيث لا يمكنها تشغيل الكاميرا. لن تتمكن الزواحف والبرمائيات من تتبع أجهزة الاستشعار بالأشعة تحت الحمراء أو مستشعرات الحرارة التفاضلية ، ومع ذلك ، فقد تم تطوير طرق لاكتشاف هذه الأنواع من خلال استخدام نظام استشعار عاكس. ومع ذلك ، فقد أثبتت مصائد الكاميرات أنها أداة ناجحة للدراسة بالنسبة لمعظم الأنواع الأرضية المتوسطة والكبيرة الجسم. 

## للأطلاع على المزيد
- Rovero، Francesco؛ Zimmermann، Fridolin (2016). Camera Trapping for Wildlife Research. Exeter: Pelagic Publishing. ISBN:978-1-78427-048-3.Rovero، Francesco؛ Zimmermann، Fridolin (2016). Camera Trapping for Wildlife Research. Exeter: Pelagic Publishing. ISBN:978-1-78427-048-3. Rovero، Francesco؛ Zimmermann، Fridolin (2016). Camera Trapping for Wildlife Research. Exeter: Pelagic Publishing. ISBN:978-1-78427-048-3.
- بساتورو ، جانيت (2018). دليل الالتقاط بالكاميرا: مسارات وعلامات وسلوك الحياة البرية الشرقية . جيلفورد: كتب Stackpole.(ردمك 978-0811719063)رقم ISBN 978-0811719063 .
- Kays، Roland (2016). Candid Creatures: How Camera Traps Reveal the Mysteries of Nature. Baltimore: Johns Hopkins University Press. ISBN:978-1421418889.Kays، Roland (2016). Candid Creatures: How Camera Traps Reveal the Mysteries of Nature. Baltimore: Johns Hopkins University Press. ISBN:978-1421418889. Kays، Roland (2016). Candid Creatures: How Camera Traps Reveal the Mysteries of Nature. Baltimore: Johns Hopkins University Press. ISBN:978-1421418889.

## روابط خارجية
- Softpedia: مصيدة الكاميرا تصور حيوانًا غير معروف
- تطبيق مصائد الكاميرا في أبحاث علم الطيور